# Ruisseau du Val de Gris
Der Ruisseau du Val de Gris, wörtlich übersetzt „Bach des Tals von Grau“, ist ein Fluss in Frankreich, der im Département Haute-Marne in der Region Grand Est verläuft. Der Name des Tals ist analog zum Namen Côte d’Azur gebildet. In einigen Straßenkarten ist der Gewässername aus Platzgründen auf den Talnamen „Val de Gris“ verkürzt. Der kleine Fluss entspringt an der Gemeindegrenze von Poiseul und Bonnecourt, entwässert in einem Bogen erst südwest- dann nordwestwärts das namengebende Val de Gris und mündet nach rund 21 Kilometern im Gemeindegebiet von Rolampont als rechter Nebenfluss in die Marne, die hier vom Canal entre Champagne et Bourgogne als Seitenkanal begleitet wird. Der Ruisseau du Val de Gris wird bei Bedarf zur Wasserversorgung der hier befindlichen Schiffsschleuse herangezogen.

## Orte am Fluss
(Reihenfolge in Fließrichtung)
- Poiseul
- Neuilly-l’Évêque
- Bannes
- Charmes
- Lannes, Gemeinde Rolampont
- Rolampont